# Agabus loeffleri
Agabus loeffleri là một loài bọ cánh cứng trong họ Bọ nước. Loài này được Wewalka & Nilsson miêu tả khoa học năm 1990.